# Ostrówek-Kolonia (Łęczna)
Pour les articles homonymes, voir Ostrówek-Kolonia.
Ostrówek-Kolonia (prononciation : [ɔsˈtruvɛk kɔˈlɔɲa]) est un village polonais de la gmina de Milejów dans le powiat de Łęczna de la voïvodie de Lublin dans l'est de la Pologne.
Le village comptait approximativement une population de 309 habitants en 2004.

## Histoire
De 1975 à 1998, le village est attaché administrativement à l'ancienne Voïvodie de Lublin.

Depuis 1999, il fait partie de la nouvelle voïvodie de Lublin.